# Frederik Lassen
Frederik Lassen (25. března 1798, Stoense – leden 1872, Ordrup) byl dánský obchodník a zastupující inspektor jižního Grónska.

## Životopis
Frederik Lassen byl synem správce Nikolaje Lassena a jeho ženy Dorthey Kaare. Jeho dědeček Nicolai Lassen, narozený v roce 1724, byl v polovině 18. století rok misionářem v Ilulissatu. Dne 17. srpna 1823 se v Uummannaqu oženil se Sophií Frederikke Hountovou (1806–1833), dcerou koloniálního správce Christiana Friedricha Hunta (1767–1808) a Cathrine Louisy Tetzlerové. Z manželství vzešel jejich syn Hans Nicolai Christian Lassen (1824–1898), který se později rovněž věnoval obchodu. Po brzké smrti své ženy se Frederik Lassen v roce 1834 oženil s Inger Hedevig Elisabeth Tryde (1801–1864), dcerou sběratele loterií Anderse Holsta Trydeho a jeho ženy Cathrine Marie Elisabeth Pfeiffer. Z tohoto manželství vzešel syn Frederik Tryde Lassen (1838–1920), který se později stal stejně jako jeho otec úřadujícím inspektorem.
Frederik Lassen byl v roce 1821 jmenován asistentem v Aasiaatu. V roce 1822 byl přeložen do Qeqertarsuaqu, v roce 1823 do Niaqornatu a v roce 1825 opět do Qeqertarsuaqu, kde se v roce 1825 stal prozatímním koloniálním správcem. V roce 1827 se stal koloniálním správcem v Ilimanaqu, v roce 1829 v Nuuku a v roce 1830 v Sisimiutu. V letech 1832–1833 zastupoval Carla Petera Holbölla jako inspektor jižního Grónska. Po ročním pobytu v Dánsku byl v roce 1834 jmenován koloniálním správcem v Qaqortoqu. Po dalším pobytu v Dánsku v letech 1837–1838 zastával tuto funkci až do roku 1841. V letech 1851 až 1856 působil jako koloniální správce v Qeqertarsuatsiaatu, poté odešel do důchodu. Zemřel v Dánsku v roce 1872 ve věku 73 let.